# Never Say Never (ER)
Never Say Never is de vierde aflevering van het achtste seizoen van de televisieserie ER, die voor het eerst werd uitgezonden op 18 oktober 2001.

## Verhaal
Dr. Lewis is weer terug in Chicago en zoekt een baan, een lunch met dr. Greene resulteert in een baan bij County General. Als zij weer op de SEH aankomt ziet zij weer verschillende oude bekenden die blij zijn haar weer te zien.
Dr. Weaver geeft dr. Jing-Mei Chen de schuld van de dood van een patiënt (zie The Longer You Stay) en ontneemt haar de functie van hoofd van de SEH. Dr. Jing-Mei Chen neemt dit niet en neemt hierop ontslag. 
Lockhart wil het uitpraten met dr. Kovac maar betrapt hem met een andere dame, dit geeft haar een onprettige situatie.
Dr. Greene en dr. Corday behandelen een zesjarige patiënt die lijdt aan het syndroom van Edwards. Terwijl hij geopereerd wordt blijkt dat zijn ouders hem in de steek hebben gelaten. 
Dr. Benton is bezig met een operatie die uit dreigt te lopen, hij wilde eigenlijk zijn zoon Reese ophalen. Hij is nu genoodzaakt om iemand anders Reese op te laten halen, na diverse kandidaten die niet kunnen voelt hij zich genoodzaakt om zich tot Roger McGrath te wenden. 

## Rolverdeling

### Hoofdrollen
- Anthony Edwards - Dr. Mark Greene
- Noah Wyle - Dr. John Carter
- Laura Innes - Dr. Kerry Weaver
- Alex Kingston - Dr. Elizabeth Corday
- Paul McCrane - Dr. Robert Romano
- Goran Višnjić - Dr. Luka Kovac
- Sherry Stringfield - Dr. Susan Lewis
- Michael Michele - Dr. Cleo Finch
- Erik Palladino - Dr. Dave Malucci
- Ming-Na - Dr. Jing-Mei Chen
- Eriq La Salle - Dr. Peter Benton
- Matthew Watkins - Reese Benton
- David Brisbin - Dr. Alexander Babcock
- Maura Tierney - verpleegster Abby Lockhart
- Ellen Crawford - verpleegster Lydia Wright
- Conni Marie Brazelton - verpleegster Connie Oligario
- Laura Cerón - verpleegster Chuny Marquez
- Yvette Freeman - verpleegster Haleh Adams
- Gedde Watanabe - verpleger Yosh Takata
- Lucy Rodriguez - verpleegster Bjerke
- Dinah Lenney - verpleegster Shirley
- Linda Shing - ICU verpleegster Corazon
- Lyn Alicia Henderson - ambulancemedewerker Pamela Olbes
- Michelle Bonilla - ambulancemedewerker Christine Harms
- Khandi Alexander - Jackie Robbins
- Vondie Curtis-Hall - Roger McGrath
- Demetrius Navarro - Morales
- Troy Evans - Frank Martin

### Gastrollen (selectie)
- Mary-Pat Green - Miss McDuffy
- Don Harvey - Mr. Warshaw
- Lynn Sellers - Melanie Warshaw
- David Hewlett - Mr. Schudy
- Susan Traylor - Mrs. Schudy
- Mickey Chavez - Kenny Schudy
- Ricky Kurtz - Kenny Schudy
- Jason Matthew Smith - Ralph Binks
- Julie Delpy - Nicole
- Carol Avery - Betty
- Wilmer Calderon - Mickey Stubbs
- Steven Anthony Lawrence - John Thomas Frum